# Riccardia tenuicula
Riccardia tenuicula là một loài rêu trong họ Aneuraceae. Loài này được Spruce V.F. Schiffner ex Meenks mô tả khoa học đầu tiên năm 1987.